# 11 Kompania Chemiczna

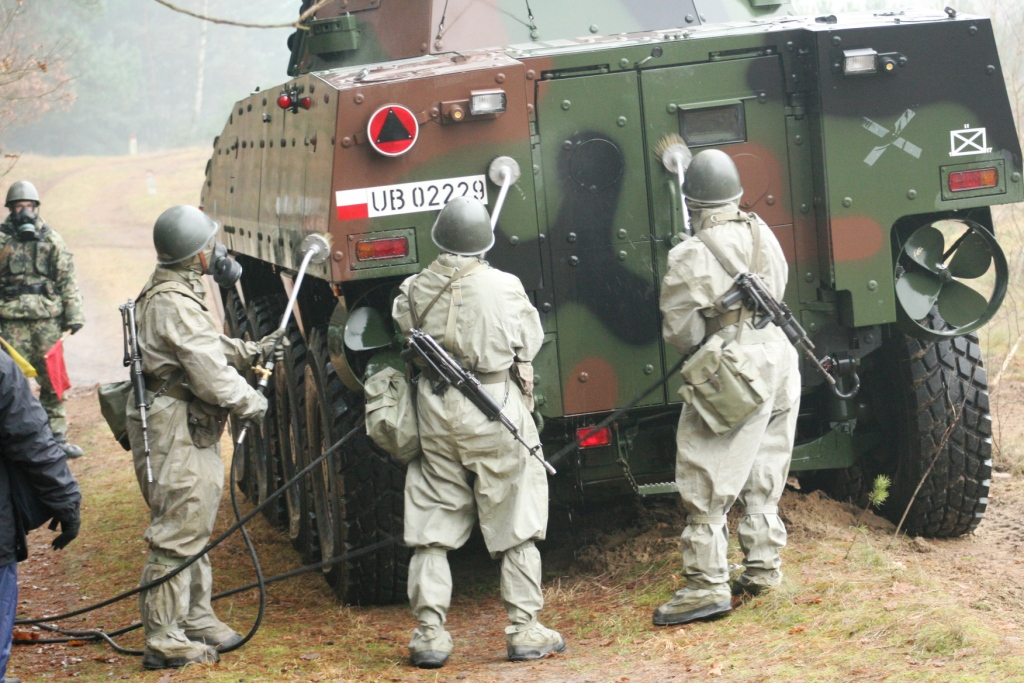
Ćwiczenia 11 kchem, rok 2008

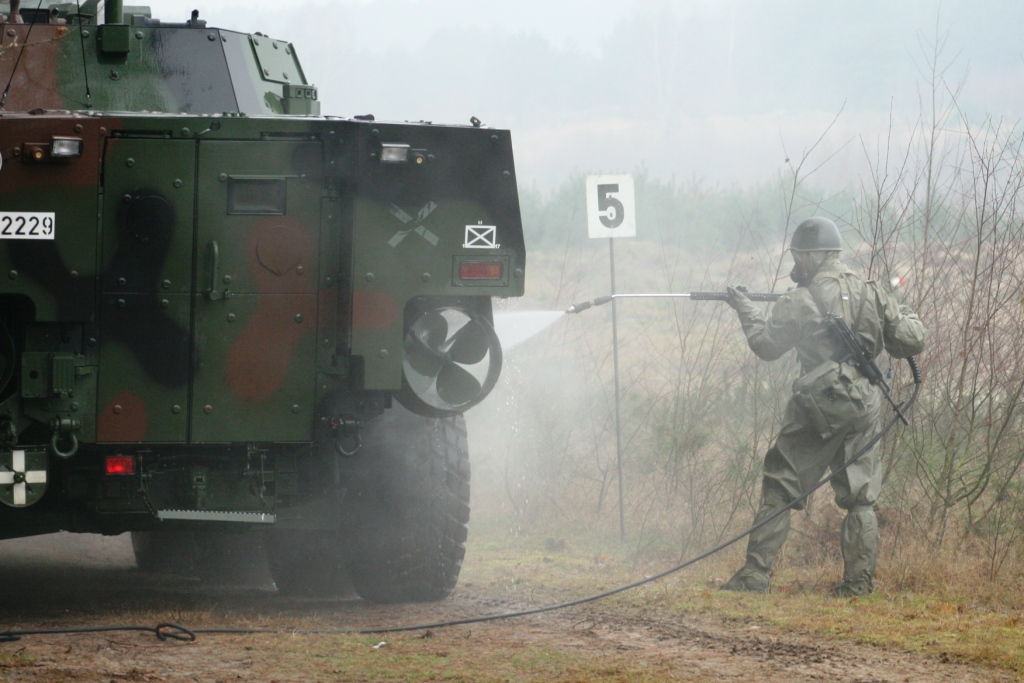
Ćwiczenia 11 kchem, rok 2008

11 kompania chemiczna (11 kchem) – dawny pododdział Wojsk Chemicznych stacjonujący w garnizonie Żagań, w koszarach przy ul. Dworcowej, podporządkowany dowódcy 11 Lubuskiej Dywizji Kawalerii Pancernej im. Króla Jana III Sobieskiego (Jednostka Wojskowa Nr 1185), rozformowany w 2010.
11 Kompania Chemiczna została sformowana na podstawie rozkazu Nr Pf 68 dowódcy 11 DKPanc. z dnia 7 maja 2001 w sprawie reorganizacji 11 Dywizji Kawalerii Pancernej i zmiany podporządkowania niektórych jednostek organizacyjnych 4 Dywizji Zmechanizowanej, według etatu wojenno-pokojowego Nr 29/254/0, w terminie do dnia 31 grudnia 2001. Pododdział formowała Grupa Organizacyjno-Przygotowawcza w składzie: por. Mirosław Kobryń, st. sierż. szt. Jerzy Smoczyński i plut. Krzysztof Słowiński. 1 stycznia 2002 kompania osiągnęła gotowość bojową.
Z dniem 3 lipca 2007 kompania przejęła dziedzictwo tradycji 10 kompanii obrony przeciwchemicznej 1 Drezdeńskiego Korpusu Pancernego.
Kompania nawiązywała również do tradycji:
- 8 samodzielnej kompanii obrony przeciwchemicznej 11 Dywizji Piechoty X–XI 1944,
- 14 samodzielnej kompanii obrony przeciwchemicznej 11 Dywizji Piechoty III–XI 1945,
- 17 kompanii obrony przeciwchemicznej 11 Dywizji Zmechanizowanej sformowanej w 1955 w Żaganiu i po 1959 przeniesionej do Zgorzelca, w 1969 przeformowanej w 17 kchem.,
- 17 kompanii przeciwchemicznej 11 Drezdeńskiej Dywizji Pancernej 1968–1995, w Zgorzelcu i ponownie w Żaganiu[a].

W 2010 roku kompania została rozformowana.

## Kadra kompanii
Dowódca:
- por. Mirosław Kobryń 2001–2004
- por. / kpt. Tomasz Sowa od 2004
- kpt. mgr inż. Janusz Kawa

## Barwy
11 Kompania Chemiczna posiadała własną odznakę i proporczyk na beret wykonane według projektu kpt. Tomasza Sowy oraz oznakę rozpoznawczą wykonaną według projektu kpt. Tomasza Sowy i Jerzego Szałaja.

## Numer jednostki wojskowej
- 1260 "Ch" w Zgorzelcu przy 111 Pułku Artylerii Przeciwlotniczej,
- 2646 "Ch" w Żaganiu przy 3 Drezdeńskim Pułku Czołgów Średnich,
- 2707 "Ch" w Żaganiu przy 29 Pułku Czołgów Średnich,
- 1185 w Żaganiu.